# Pero metzaria
Pero metzaria là một loài bướm đêm trong họ Geometridae.